# Cryptenoplus gerlachi
Cryptenoplus gerlachi är en rundmaskart som beskrevs av Bo Riemann 1966. Cryptenoplus gerlachi ingår i släktet Cryptenoplus och familjen Enoplidae. Inga underarter finns listade i Catalogue of Life.